# Missy-lès-Pierrepont
Missy-lès-Pierrepont – miejscowość i gmina we Francji, w regionie Hauts-de-France, w departamencie Aisne.
Według danych na styczeń 2014 roku gminę zamieszkiwało 118 osób, a gęstość zaludnienia wynosiła 17,2 osób/km².